# Gabriela Cé
Gabriela Vianna Cé (Porto Alegre, 3 marzo 1993) è una tennista brasiliana.

## Biografia
Vincitrice di 14 titoli nel singolare e 21 titoli nel doppio nel circuito ITF, il 9 settembre 2019 ha raggiunto la sua migliore posizione nel singolare WTA (221ª posizione). Il 18 aprile 2016 ha raggiunto il miglior piazzamento mondiale nel doppio alla posizione n°109.
Giocando per il Brasile in Fed Cup, Gabriela Cé ha attualmente un record di 5 vittorie e 2 sconfitte.

## Statistiche WTA

### Doppio

#### Sconfitte (1)
| Legenda               |
| --------------------- |
| Grande Slam (0)       |
| Argenti Olimpici (0)  |
| WTA Finals (0)        |
| Premier Mandatory (0) |
| Premier 5 (0)         |
| Premier (0)           |
| International (1)     |

| N. | Data           | Torneo                  | Superficie  | Partner      | Avversarie                      | Punteggio        |
| 1. | 17 aprile 2016 | Copa Colsanitas, Bogotà | Terra rossa | Andrea Gámiz | Lara Arruabarrena Tatjana Maria | 4-6, 6-2, [8-10] |

## Circuito WTA 125

### Doppio

#### Vittorie (1)
| N. | Data             | Torneo                     | Superficie | Compagna             | Avversarie                       | Punteggio        |
| 1. | 27 novembre 2015 | Carlsbad Classic, Carlsbad | Cemento    | Verónica Cepede Royg | Oksana Kalašnikova Tatjana Maria | 1-6, 6-4, [10-8] |

## Statistiche ITF

### Singolare

#### Vittorie (14)
| Torneo $100.000 (0) |
| Torneo $80.000 (0)  |
| Torneo $75.000 (0)  |
| Torneo $60.000 (0)  |
| Torneo $50.000 (0)  |
| Torneo $40.000 (0)  |
| Torneo $25.000 (1)  |
| Torneo $15.000 (6)  |
| Torneo $10.000 (7)  |

| N.  | Data             | Torneo                                                                   | Superficie  | Avversaria in finale     | Punteggio     |
| 1.  | 31 marzo 2012    | Circuito Itaú de Tênis Feminino, Ribeirão Preto                          | Terra rossa | Natasha Fourouclas       | 6–1, 6–0      |
| 2.  | 8 giugno 2013    | Torneo Tênis Clube de Santos, Santos                                     | Terra rossa | Ana Clara Duarte         | 7-6(2), 6-2   |
| 3.  | 9 novembre 2013  | Circuito Feminino de Tenis do Estado de São Paulo, São José do Rio Preto | Terra rossa | Carolina Alves           | 6–2, 4–6, 7–5 |
| 4.  | 16 novembre 2013 | Circuito Feminino de Tenis do Estado de São Paulo, São José do Rio Preto | Terra rossa | Nathália Rossi           | 7–6(3), 6–3   |
| 5.  | 30 novembre 2013 | Circuito de Charme, San Paolo                                            | Terra rossa | Andrea Benítez           | 7–6(5), 7-5   |
| 6.  | 23 marzo 2014    | Copa Alto Tenis, Santiago del Cile                                       | Terra rossa | Fernanda Brito           | 6–3, 7–5      |
| 7.  | 12 aprile 2014   | Circuito Feminino Future de Tênis, São José do Rio Preto                 | Terra rossa | Paula Cristina Gonçalves | 1–1 rit.      |
| 8.  | 27 luglio 2014   | Mundial de Tênis de Campos do Jordão, Campos do Jordão                   | Cemento     | Eduarda Piai             | 6–3, 6–2      |
| 9.  | 16 luglio 2017   | Mundial de Tênis de Campos do Jordão, Campos do Jordão                   | Cemento     | Guillermina Naya         | 6–4, 7–6(3)   |
| 10. | 8 settembre 2018 | ITF Women's Circuit Luque, Luque                                         | Cemento     | Barbara Gatica           | 7-6(3), 6-2   |
| 11. | 5 dicembre 2021  | Copa Feminina de Tenis, Curitiba                                         | Terra rossa | Thaísa Grana Pedretti    | 3-0 rit.      |
| 12. | 7 agosto 2022    | IPG Open, Rio de Janeiro                                                 | Terra rossa | Noelia Zeballos          | 4-6, 7-5, 6-3 |
| 13. | 12 maggio 2024   | Nova Gorica Open, Nova Gorica                                            | Terra rossa | Veronika Podrez          | 7-6(4), 7-5   |
| 14. | 28 luglio 2024   | Brežice Women's, Brežice                                                 | Terra rossa | Iva Primorac             | 6-4, 6-4      |

#### Sconfitte (16)
| Torneo $100.000 (0) |
| Torneo $80.000 (0)  |
| Torneo $75.000 (0)  |
| Torneo $60.000 (1)  |
| Torneo $50.000 (0)  |
| Torneo $40.000 (0)  |
| Torneo $25.000 (6)  |
| Torneo $15.000 (4)  |
| Torneo $10.000 (5)  |

| N.  | Data             | Torneo                                                 | Superficie  | Avversaria in finale  | Punteggio        |
| 1.  | 13 novembre 2011 | Aberto da Bahia, Salvador                              | Terra rossa | Doménica González     | 6-3, 3-6, 2-6    |
| 2.  | 29 aprile 2012   | Circuito Itaú de Tênis Feminino, San Paolo             | Terra rossa | Gabriela Paz          | 4-6, 2-6         |
| 3.  | 4 agosto 2013    | São Paulo Challenger de Tênis, San Paolo               | Terra rossa | Bianca Botto          | 6(2)-7, 7–5, 2–6 |
| 4.  | 30 marzo 2014    | Circuito Feminino Future de Tênis, Ribeirão Preto      | Terra rossa | Victoria Bosio        | 0-6, 5-7         |
| 5.  | 28 luglio 2014   | Knoll Open, Bad Saulgau                                | Terra rossa | Maryna Zanevs'ka      | 0-6, 4-6         |
| 6.  | 28 marzo 2016    | Circuito Feminino Future de Tênis, São José dos Campos | Terra rossa | Nadia Podoroska       | 6(2)-7, 1-6      |
| 7.  | 30 luglio 2017   | Mundial de Tênis de Campos do Jordão, Campos do Jordão | Cemento     | Nathaly Kurata        | 6(7)-7, 4–6      |
| 8.  | 11 agosto 2018   | Copa Federacion Ecuatoriana De Tenis, Guayaquil        | Terra rossa | Fernanda Brito        | 5-7, 4-6         |
| 9.  | 2 settembre 2018 | ITF Women's Circuit Asunción, Asunción                 | Terra rossa | Fernanda Brito        | 3-6, 3-6         |
| 10. | 14 ottobre 2018  | Forte Village International Tournament, Pula           | Terra rossa | Martina Di Giuseppe   | 4-6, 3-6         |
| 11. | 5 maggio 2019    | Forte Village International Tournament, Pula           | Terra rossa | Mirjam Björklund      | 3-6, 6(3)-7      |
| 12. | 12 maggio 2019   | SMA Cup Sant'Elia, Roma                                | Terra rossa | Daniela Seguel        | 1-6, 5-7         |
| 13. | 16 maggio 2021   | Tennis Organisation, Adalia                            | Terra rossa | Cristina Dinu         | 3-6, 0-6         |
| 14. | 27 giugno 2021   | LTP Charleston Pro Tennis, Charleston                  | Terra verde | Despina Papamichail   | 6-1, 3-6, 3-6    |
| 15. | 18 luglio 2021   | Città di Tarvisio Tennis Cup, Tarvisio                 | Terra rossa | Cristina Dinu         | 2-6, 0-6         |
| 16. | 30 ottobre 2022  | Copa Ibague, Ibagué                                    | Terra rossa | María Herazo González | 3-6, 3-6         |

### Doppio

#### Vittorie (21)
| Torneo $100.000 (0) |
| Torneo $80.000 (0)  |
| Torneo $75.000 (0)  |
| Torneo $60.000 (1)  |
| Torneo $50.000 (0)  |
| Torneo $40.000 (0)  |
| Torneo $25.000 (8)  |
| Torneo $15.000 (6)  |
| Torneo $10.000 (6)  |

| No. | Data              | Torneo                                                                   | Superficie  | Partner                           | Rivali in finale                                | Risultato           |
| 1.  | 30 ottobre 2010   | Itu Women Future, Itu                                                    | Terra rossa | Vivian Segnini                    | Flávia Dechandt Araújo Carla Forte              | 6–0, 6–4            |
| 2.  | 1º aprile 2011    | Circuito Itaú de Tênis Feminino, Ribeirão Preto                          | Terra rossa | Irina Chromačëva                  | Monique Albuquerque Isabela Miró                | 6–2, 6–4            |
| 3.  | 29 aprile 2011    | Circuito de Charme, San Paolo                                            | Terra rossa | Carla Forte                       | Isabela Miró Nathália Rossi                     | 7–6(5), 6–4         |
| 4.  | 7 ottobre 2011    | Circuito de Charme, San Paolo                                            | Terra rossa | Maria Fernanda Alves              | Flávia Dechandt Araújo Paula Cristina Gonçalves | 6–2, 6–4            |
| 5.  | 30 marzo 2012     | Circuito Itaú de Tênis Feminino, Ribeirão Preto                          | Terra rossa | Carla Forte                       | Isabella Robbiani Carolina Zeballos             | 6–1, 3–6, [10–7]    |
| 6.  | 8 novembre 2013   | Circuito Feminino de Tenis do Estado de São Paulo, São José do Rio Preto | Terra rossa | Nathália Rossi                    | Carolina Alves Juliana Rocha Cardoso            | 6–3, 6–4            |
| 7.  | 22 giugno 2015    | Open GDF SUEZ du Périgord, Périgueux                                     | Terra rossa | Florencia Molinero                | Victoria Rodríguez Marcela Zacarías             | 6–3, 6–2            |
| 8.  | 29 febbraio 2016  | Circuito Feminino Future de Tênis, Campinas                              | Terra rossa | Florencia Molinero                | Guadalupe Pérez Rojas Nadia Podoroska           | 1–6, 6–4, [10–4]    |
| 9.  | 14 maggio 2016    | ITF Women's Circuit Naples, Naples                                       | Terra verde | Justyna Jegiołka                  | Sophie Chang Renata Zarazúa                     | 6–1, 6–2            |
| 10. | 3 marzo 2017      | Circuito Feminino Future de Tênis, Curitiba                              | Terra rossa | Andrea Gámiz                      | Laura Pigossi Jil Teichmann                     | 4–6, 6–2, [10–2]    |
| 11. | 31 marzo 2017     | Circuito Feminino Future de Tênis, Campinas                              | Terra rossa | Thaisa Grana Pedretti             | Nathaly Kurata Giovanna Tomita                  | 6–1, 6–3            |
| 12. | 8 aprile 2017     | Circuito Feminino de Tenis do Estado de São Paulo, São José do Rio Preto | Terra rossa | Thaisa Grana Pedretti             | Victoria Bosio Julieta Lara Estable             | 5–7, 7–6(6), [10–3] |
| 13. | 21 aprile 2017    | Hammamet Open, Hammamet                                                  | Terra rossa | Andrea Gámiz                      | Manon Arcangioli Jessika Ponchet                | 6–1, 6–2            |
| 14. | 28 luglio 2017    | Mundial de Tênis de Campos do Jordão, Campos do Jordão                   | Cemento     | Thaisa Grana Pedretti             | Nathaly Kurata Eduarda Piai                     | 7–5, 6–4            |
| 15. | 26 agosto 2017    | Mençuna Cup, Artvin                                                      | Cemento     | Ankita Raina                      | Elica Kostova Jana Sizikova                     | 6–2, 6–3            |
| 16. | 1º settembre 2017 | Almaty Womens, Almaty                                                    | Terra rossa | Jana Sizikova                     | Nigina Abduraimova Akgul Amanmuradova           | 6–4, 3–6, [10–7]    |
| 17. | 4 maggio 2019     | Forte Village International Tournament, Pula                             | Terra rossa | Chiara Scholl                     | Naiktha Bains Anna Bondár                       | 6-0, 7-5            |
| 18. | 29 giugno 2019    | Città di Tarvisio Cup, Tarvisio                                          | Terra rossa | Paula Cristina Gonçalves          | Gloria Ceschi Rasheeda McAdoo                   | 6-2, 4-6, [10-3]    |
| 19. | 31 agosto 2019    | Trofeo CPZ, Bagnatica                                                    | Terra rossa | Carolina Meligeni Rodrigues Alves | Martina Caregaro Federica Di Sarra              | 6-2, 1-6, [10-5]    |
| 20. | 23 gennaio 2021   | Artengo Open Series, Adalia                                              | Terra rossa | Victoria Bosio                    | Miyu Katō Haine Ogata                           | 6–4, 6–3            |
| 21. | 15 maggio 2021    | Artengo Open Series, Adalia                                              | Terra rossa | Cristina Dinu                     | Katharina Hering Natalia Siedliska              | 7-5, 6-1            |

#### Sconfitte (22)
| Torneo $100.000 (0) |
| Torneo $80.000 (0)  |
| Torneo $75.000 (0)  |
| Torneo $60.000 (0)  |
| Torneo $50.000 (0)  |
| Torneo $40.000 (0)  |
| Torneo $25.000 (11) |
| Torneo $15.000 (0)  |
| Torneo $10.000 (11) |

| No. | Data              | Torneo                                                                   | Superficie  | Partner                           | Rivali in finale                                 | Risultato           |
| 1.  | 24 settembre 2011 | Circuito Feminino de Tenis do Estado de São Paulo, San Paolo             | Terra rossa | Flávia Guimarães Bueno            | María Irigoyen Carla Lucero                      | 6(10)-7, 4–6        |
| 2.  | 15 ottobre 2011   | Circuito Itaú de Tênis Feminino, San Paolo                               | Terra rossa | Cecilia Costa Melgar              | Maria Fernanda Alves Karina Venditti             | 2-6, 4-6            |
| 3.  | 22 ottobre 2011   | ITF Women's Circuit Goiania, Goiânia                                     | Terra rossa | Maria Fernanda Alves              | Jazmín Britos Carla Lucero                       | 6–0, 4–6, [6–10]    |
| 4.  | 7 aprile 2012     | Circuito Localiza de Tênis Feminino, Ribeirão Preto                      | Cemento     | Carla Forte                       | Fernanda Brito Raquel Piltcher                   | 3–6, 7–5, [7–10]    |
| 5.  | 28 aprile 2012    | Circuito Feminino Future de Tênis, San Paolo                             | Terra rossa | Carla Forte                       | Ana Clara Duarte Gabriela Paz                    | 7–5, 3–6, [5–10]    |
| 6.  | 9 giugno 2012     | Torneo Tênis Clube de Santos, Santos                                     | Terra rossa | Raquel Piltcher                   | Eduarda Piai Karina Venditti                     | 3–6, 6(4)-7         |
| 7.  | 31 agosto 2013    | Open International Féminin de Wallonie de Tennis, Fleurus                | Terra rossa | Daniela Seguel                    | Irina Chromačëva Diāna Marcinkēviča              | 4–6, 3–6            |
| 8.  | 16 novembre 2013  | Circuito Feminino de Tenis do Estado de São Paulo, São José do Rio Preto | Terra rossa | Nathália Rossi                    | Suellen Abel Eduarda Piai                        | 3–6, 6(3)-7         |
| 9.  | 30 novembre 2013  | Circuito de Charme, San Paolo                                            | Terra verde | Lee Pei-chi                       | Nathaly Kurata Eduarda Piai                      | 1–6, 6–1, [8–10]    |
| 10. | 29 marzo 2014     | Circuito Feminino Future de Tênis, Ribeirão Preto                        | Terra rossa | Eduarda Piai                      | Maria Fernanda Alves Ana Clara Duarte            | 4–6, 6–4, [9–11]    |
| 11. | 5 aprile 2014     | Circuito Feminino Future de Tênis, São José dos Campos                   | Terra rossa | Eduarda Piai                      | Maria Fernanda Alves Paula Cristina Gonçalves    | 6(0)-7, 5–7         |
| 12. | 29 giugno 2014    | Open GDF SUEZ du Périgord, Périgueux                                     | Terra rossa | Florencia Molinero                | Andrea Gámiz Sara Sorribes Tormo                 | 7-5, 4-6, [8-10]    |
| 13. | 15 marzo 2015     | Mundial de Tênis de Campos do Jordão, Campos do Jordão                   | Terra rossa | Laura Pigossi                     | Carolina Meligeni Rodrigues Alves Victoria Bosio | 6(3)-7, 4-6         |
| 14. | 4 giugno 2016     | Namangan Womens, Namangan                                                | Cemento     | Tereza Mihalíková                 | Ksenija Lykina Polina Monova                     | 6–3, 3–6, [5–10]    |
| 15. | 11 marzo 2017     | Circuito Feminino Future de Tênis, San Paolo                             | Terra rossa | Andrea Gámiz                      | Catalina Pella Daniela Seguel                    | 5-7, 6-3, [5-10]    |
| 16. | 16 giugno 2017    | Padova Challenge Open, Padova                                            | Terra rossa | Catalina Pella                    | Cristiana Ferrando Alice Matteucci               | 6-2, 0-6, [9-11]    |
| 17. | 24 giugno 2017    | Lenzerheide Women's Open, Lenzerheide                                    | Terra rossa | Catalina Pella                    | Amra Sadiković Nina Stadler                      | 6–2, 4–6, [1–10]    |
| 18. | 30 settembre 2017 | Forte Village International Tournament, Pula                             | Terra rossa | Catalina Pella                    | Claudia Giovine Tereza Mrdeža                    | 3-6, 1-6            |
| 19. | 30 marzo 2019     | Circuito Feminino Future de Tênis, Campinas                              | Terra rossa | Carolina Meligeni Rodrigues Alves | Danka Kovinić Laura Pigossi                      | 3-6, 2-6            |
| 20. | 12 maggio 2019    | SMA Cup Sant'Elia, Roma                                                  | Terra rossa | Cristina Dinu                     | Arina Rodionova Storm Sanders                    | 2-6, 3-6            |
| 21. | 23 giugno 2019    | Padova Challenge Open, Padova                                            | Terra rossa | Carolina Meligeni Rodrigues Alves | Cristina Dinu Angelica Moratelli                 | 6(7)–7, 6–3, [8–10] |
| 22. | 1º maggio 2021    | Oeiras Ladies, Oeiras                                                    | Terra rossa | Riya Bhatia                       | Adrienn Nagy Park So-hyun                        | 4-6, 0-6            |